# Liste der Baudenkmäler in Ederheim

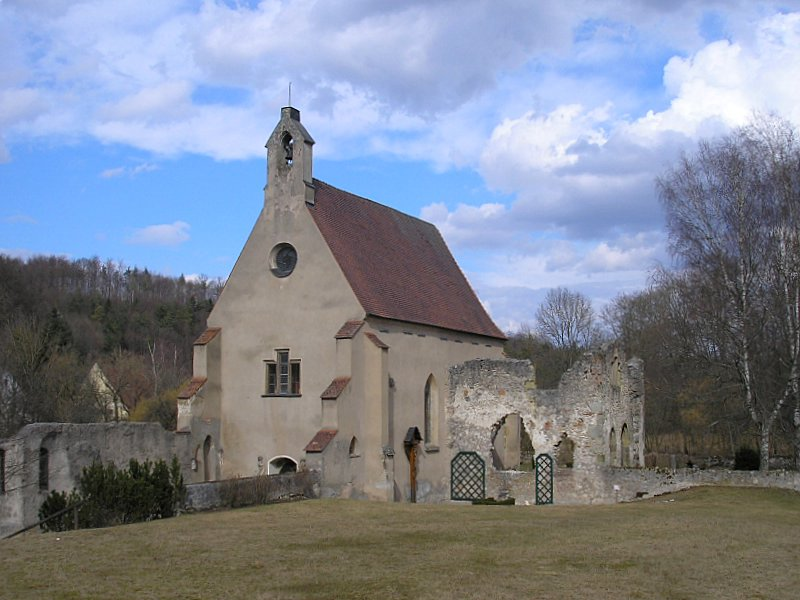
Kloster Christgarten

Auf dieser Seite sind die Baudenkmäler in der schwäbischen Gemeinde Ederheim zusammengestellt. Diese Tabelle ist eine Teilliste der Liste der Baudenkmäler in Bayern. Grundlage ist die Bayerische Denkmalliste, die auf Basis des Bayerischen Denkmalschutzgesetzes vom 1. Oktober 1973 erstmals erstellt wurde und seither durch das Bayerische Landesamt für Denkmalpflege geführt wird. Die folgenden Angaben ersetzen nicht die rechtsverbindliche Auskunft der Denkmalschutzbehörde.

## Ensemble Kloster und Weiler Christgarten
Das Ensemble umfasst den Bereich des ehemaligen Kartäuserklosters  mitsamt seinem Forellenteich und einen Teilbereich des ehemaligen Weilers Christgarten mit Forsthaus, Gasthof und einer Reihe von drei kleinen traufseitigen Häusern, wohl ehemaligen Holzfällerhäusern. 
Die Ruine der ehemaligen Klosterkirche ist am Südrand des früheren Weilers gelegen, durch einen Bach von diesen Profanbauten getrennt. Das Kartäuserkloster war, 1383 durch die Grafen Ludwig und Friedrich von Oettingen gegründet, gemäß der Kartäuserregel in einsamem Waldtal in unmittelbarer Nähe eines Forellenbaches entstanden. Um 1390 wurde die Klosterkirche erbaut, 1547 die Klosteranlage durch Brand und Plünderung im Schmalkaldischen Krieg erstmals zerstört, 1632 nochmals durch die Schweden. 1648 erfolgte die endgültige Aufhebung des Klosters durch den Westfälischen Frieden; von diesem Zeitpunkt an verfielen die baulichen Anlagen allmählich. 

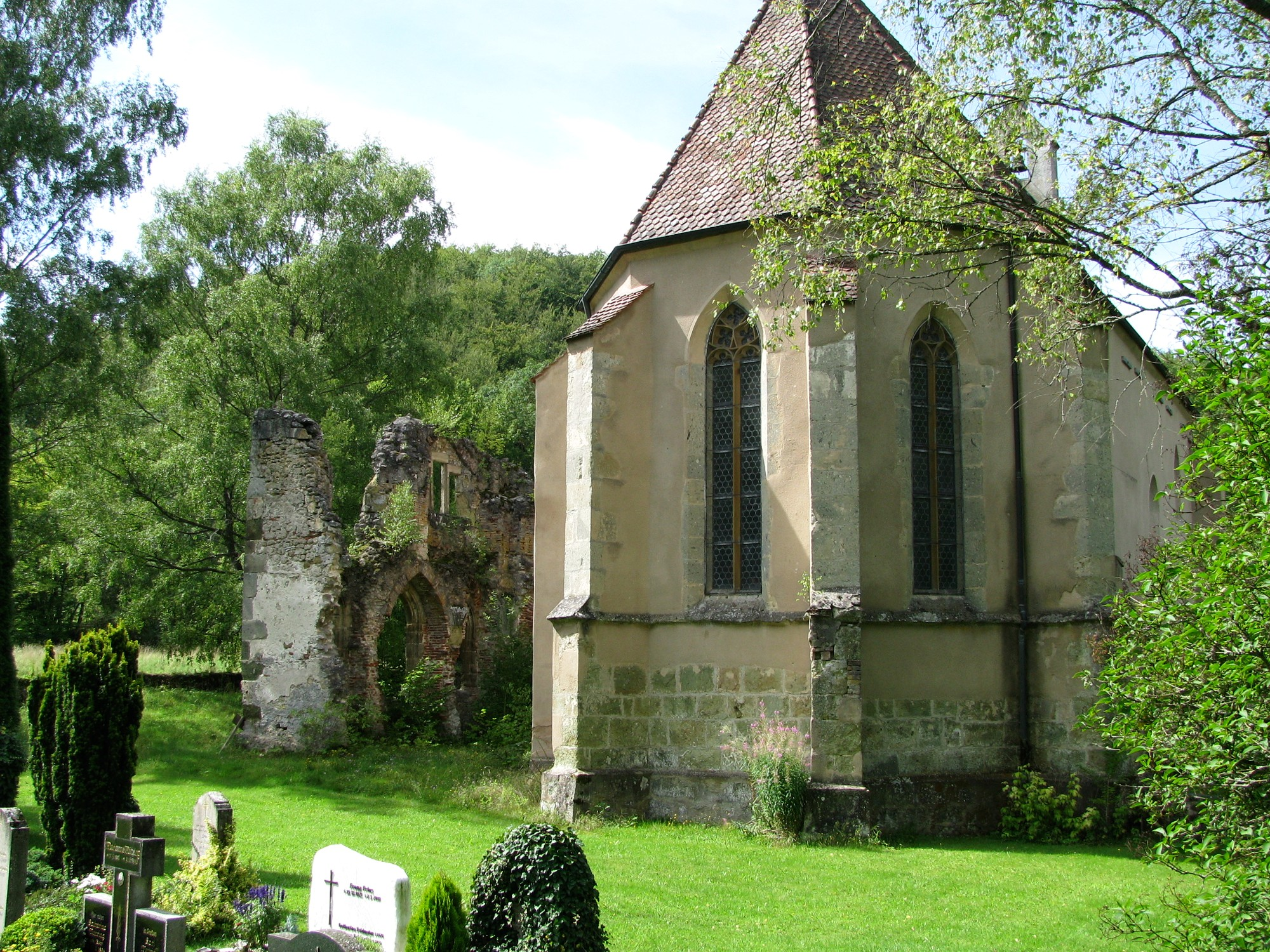
Kloster Christgarten

Erhalten sind nur noch Teile der Kirche: der Chor, Ruinenteile des ehemaligen Langhauses und des Refektoriums. Die Ruine vor dem Hintergrund des waldreichen Kartäusertales, einer anmutigen Naturlandschaft, vermittelt zusammen mit den wenigen Häusern den Eindruck von Abgeschiedenheit und Stille, steht repräsentativ für den typischen Wahlort einer Eremitenkartause. Zu Wald und Ruine gesellt sich das Wasser, das dem Quelltopf im Westen des ehemaligen Weilers entspringt und sich mit dem aus dem Aufhausener Tal kommenden Bach zum Forellenbach vereinigt. Von Nordosten her wird der Gesamteindruck des Ensembles durch drei architektonische Elemente bestimmt: durch den hohen großflächigen Giebel des Gasthauses, eines Steilsatteldachbaues aus dem Anfang des 19. Jahrhunderts, mit langgezogenem Baukörper der Straße entlang, diesem gegenüber die dichte Reihe der drei erdgeschossigen traufseitigen Kleinhäuser, erbaut wohl Mitte und Ende des 19. Jahrhunderts, verbunden durch Kleingärtchen, das Satteldach über den niederen Eingang und die drei kleinen Frontfenster mit den Fensterläden tief herabgezogen, und schließlich den Chor der Kirchenruine.
Aktennummer: E-7-79-136-1

## Baudenkmäler nach Ortsteilen

### Ederheim
| Lage                      | Objekt                                         | Beschreibung | Akten-Nr.             | Bild           |
| ------------------------- | ---------------------------------------------- | --- | --------------------- | -------------- |
| Hauptstraße 48 (Standort) | Gasthaus                                       | Zweigeschossiger Bau mit Halbwalmdach, zweites Viertel 19. Jahrhundert, stark überformt | D-7-79-136-1 Wikidata | BW             |
| Kirchstraße 1 (Standort)  | Ehemaliges Gasthaus                            | Zweigeschossiger Walmdachbau mit aufgeputzter Eckrustika und profiliertem Traufgesims, erstes Viertel 19. Jahrhundert, rückseitig durch Anbauten erweitert | D-7-79-136-2 Wikidata | BW             |
| Kirchstraße 14 (Standort) | Evangelisch-lutherische Pfarrkirche St. Oswald | Rechteckiger Saalbau mit Nordturm mit Oktogon und Zwiebelhaube und Sakristeianbau daneben, nach Zerstörung der Vorgängerkirche Turm auf älteren Resten errichtet, zweite Hälfte 17. Jahrhundert, Saalkirche um 1750; mit Ausstattung; Friedhofsmauer, im Westen mit sechs eingemauerten Grabsteinen des 19. Jahrhunderts, 17./18. Jahrhundert | D-7-79-136-3 Wikidata | weitere Bilder |

### Betzenmühle
| Lage                      | Objekt          | Beschreibung | Akten-Nr.              | Bild |
| ------------------------- | --------------- | --- | ---------------------- | ---- |
| Kirchstraße 30 (Standort) | Ehemalige Mühle | Zweigeschossiger Satteldachbau mit profiliertem Giebelgesims 1867 (bezeichnet); mit technischer Ausstattung; Ruine des zugehörigen Stadels, 18. Jahrhundert | D-7-79-136-12 Wikidata | BW   |

### Christgarten
| Lage                       | Objekt                                                                   | Beschreibung | Akten-Nr.             | Bild           |
| -------------------------- | ------------------------------------------------------------------------ | --- | --------------------- | -------------- |
| Christgarten 8 (Standort)  | Gasthaus                                                                 | Erdgeschossiger, langgestreckter Satteldachbau mit Ökonomieteil und zweigeschossigem Giebel, wohl erstes Viertel 19. Jahrhundert | D-7-79-136-5 Wikidata | BW             |
| Christgarten 13 (Standort) | Evangelisch-lutherische Kirche St. Peter, ehemals Kartäuserklosterkirche | Erhalten ist lediglich der Mönchschor mit dreiseitigem Schluss, außen angesetzten Strebepfeilern und offenem Dachreiter über der vermauerten Westfassade mit ebenfalls seitlich angesetzten Strebepfeilern, an der Nordseite ein zugesetztes spitzbogiges Portal zur ehemaligen Seitenkapelle, westlich anschließend Reste der nördlichen und südlichen Umfassungsmauern der Laienkirche, um 1390, mehrmals zerstört, nach der Aufhebung 1648 allmählicher Verfall und Abtragung verschiedener Bauteile, 1865 und 1878 Abbruch der Laienkirche und Errichtung der jetzigen Westfassade; mit Ausstattung; Klosterruine, ehemals Kartäuserkloster, erhalten sind nur noch die aufgehenden Mauern des wohl ehemaligen Kapitelsaals südlich am Chor, Grundmauern des Refektoriums nördlich am Laienschiff und Mauerreste nördlich am Chor, um 1390 | D-7-79-136-4 Wikidata | weitere Bilder |

### Hoppelmühle
| Lage                     | Objekt                                | Beschreibung | Akten-Nr.             | Bild |
| ------------------------ | ------------------------------------- | --- | --------------------- | ---- |
| Hoppelmühle 1 (Standort) | Ehemalige Mühle, jetzt Pfadfinderheim | Hauptbau zweigeschossig mit Satteldach und Giebelkamin nach Norden, „1497“ (bezeichnet) und „1499 bis 1699“ (bezeichnet), südliche Giebelwand im 19./20. Jahrhundert verändert | D-7-79-136-6 Wikidata | BW   |

### Hürnheim
| Lage                               | Objekt                                        | Beschreibung | Akten-Nr.             | Bild           |
| ---------------------------------- | --------------------------------------------- | --- | --------------------- | -------------- |
| Christgartener Straße 2 (Standort) | Ehemaliges Bräuhaus, dann Gasthaus            | Zweigeschossiger Satteldachbau mit Ökonomieteil, gemauertem Erdgeschoss, vorkragendem Obergeschoss und dreifach vorkragendem Giebel in Fachwerk, um 1740/50, im Osten ein späterer Anbau mit Pultdach | D-7-79-136-7 Wikidata | BW             |
| Oberdorf 4 (Standort)              | Evangelisch-lutherische Pfarrkirche St. Vitus | Chorturmkirche, Saalbau mit korbbogigem Portal mit Werksteineinfassung, eingezogenem Rechteckchor im Turm mit Oktogon und Zwiebelhaube sowie Sakristeianbau nördlich am Turm, Turmunterbau und Grundmauern des Schiffs wohl Anfang 15. Jahrhundert, Neubau des Schiffs um 1756 (bezeichnet), 1782 Errichtung von Oktogon und Zwiebelhaube, Sakristeianbau 20. Jahrhundert; mit Ausstattung | D-7-79-136-8 Wikidata | weitere Bilder |

### Niederhaus
| Lage                  | Objekt               | Beschreibung | Akten-Nr.              | Bild           |
| --------------------- | -------------------- | --- | ---------------------- | -------------- |
| Niederhaus (Standort) | Burgruine Niederhaus | Ehemals umfangreiche Anlage am Westende eines Bergrückens, am besten erhalten der aufragende, quadratische Bergfried aus Buckelquadern, die Außenmauern des dreigeschossigen Pallas mit Abtritterker und Tor zum inneren Hof, Mauerreste der Nebengebäude im Westen und des Wasserturms sowie der Graben im Osten, von der inneren Umfassungsmauer nur geringe Teile im Südosten und Südwesten erhalten, Bergfried und Pallas 12. Jahrhundert, sonst 13./14. Jahrhundert, seit 1379 mehrmals verwüstet, 1709 bis 1806 Sitz der Deutschordenskomturei Ellingen, im 19. Jahrhundert verfallen, 1868 durchgreifende Renovierung | D-7-79-136-10 Wikidata | weitere Bilder |

### Thalmühle
| Lage                         | Objekt          | Beschreibung | Akten-Nr.              | Bild |
| ---------------------------- | --------------- | --- | ---------------------- | ---- |
| Thalmühlstraße 27 (Standort) | Ehemalige Mühle | Hauptbau langgestreckt und zweigeschossig mit an den Schmalseiten abgewalmtem Mansarddach, frühes 19. Jahrhundert, später nach Südwesten erweitert | D-7-79-136-11 Wikidata | BW   |